# Shih Ming-teh
Shih Ming-teh (ur. 15 stycznia 1941 w Kaohsiung, zm. 15 stycznia 2024) – tajwański polityk, w okresie tzw. białego terroru jeden z czołowych dysydentów, nazywany „tajwańskim Mandelą”. Jako więzień polityczny był więziony przez w sumie 25 lat.
W 1961 roku ukończył wojskową szkołę artylerii. Za działalność opozycyjną wobec rządzącego Kuomintangu został oskarżony o próbę przewrotu i w 1962 roku skazany na karę pozbawienia wolności. Opuścił więzienie w 1977 roku, angażując się w ruch dangwai. Za udział w spacyfikowanym przez władze wiecu opozycji w 1979 roku (tzw. incydent Kaohsiung) został aresztowany i w 1980 roku skazany na karę śmierci, ostatecznie złagodzoną do dożywocia. Podczas pobytu w więzieniu był nominowany przez Lecha Wałęsę do Pokojowej Nagrody Nobla. Odmówił skorzystania z amnestii ogłoszonej przez prezydenta Chiang Ching-kuo. Ostatecznie opuścił więzienie w 1990 roku.
Po wyjściu z więzienia był w latach 1990-1991 przewodniczącym Tajwańskiej Fundacji Praw Człowieka. Zaangażował się także w działalność Demokratycznej Partii Postępowej, w latach 1993-1996 był jej przewodniczącym. Od 1993 do 2002 roku sprawował mandat deputowanego do Yuanu Ustawodawczego. Z czasem zdystansował się od DPP i opuścił szeregi tej partii, nie zgadzając się z jej silnie niepodległościową retoryką. W 2006 roku zainicjował ruch masowych protestów przeciw oskarżanemu o korupcję prezydentowi Chen Shui-bianowi. W 2015 roku zapowiedział start jako kandydat niezależny w wyborach prezydenckich, nie udało mu się jednak zebrać wymaganej liczby podpisów.